# Елізар Аваран

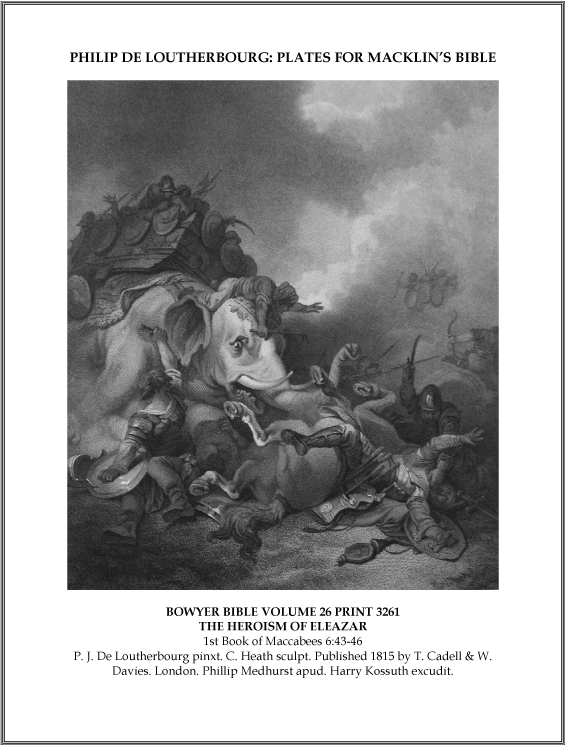
Героїзм Елізара, вигравірувана пластина в Біблії Макліна за картиною Філіпа Джеймса де Лутербура, 1815.

Елізар Аваран, також відомий як Елізар Макавей, Елізар Гачорані/Хорані (іврит : אלעזר המכבי Елеазар Ха -Макабі, אלעזר החוורני, помер 162 р. до н. е.) — четвертий син Маттафія Хасмонея і молодший брат Юди Макавея. Він був убитий у битві при Бет-Захарії ([[|1]] Maccabees6:32-33) під час повстання Макавеїв.
Про Елізара, крім його героїчної смерті, відомо небагатояк. Згідно з сувоєм Антіоха, його батько бачив у ньому зилота серед фанатиків, як Пінхас. У [[|2]] Maccabees8:21-23 розповідається, що перед тим, як почалася остання битва Елізар читав Танах перед людьми [[|3]] Maccabees6:1-15.

## Смерть
Згідно з [[|1]] Maccabees6:43-46, під час битви при Бейт-Захарії Елізар визначив бойового слона, який, на його думку, ніс царя Селевкідів Антіоха V, завдяки особливим обладункам, які носив слон. Він вирішив поставити під загрозу своє життя, напавши на слона і встромивши спис у його черево. Потім мертвий слон впав на Елізара, убивши його. Незважаючи на ці героїчні зусилля, в битві менша єврейська армія зазнала поразки. Йосип Флавій писав, що Елізар, хоча й убив багато ворожих солдатів, не отримав жодного реального ефекту, крім імені, яке він зробив для себе. В іншому варіанті цієї історії, який з'являється в Мегілат Антіохі, тіло Елізара знайшли в екскрементах слона.

## Аваран

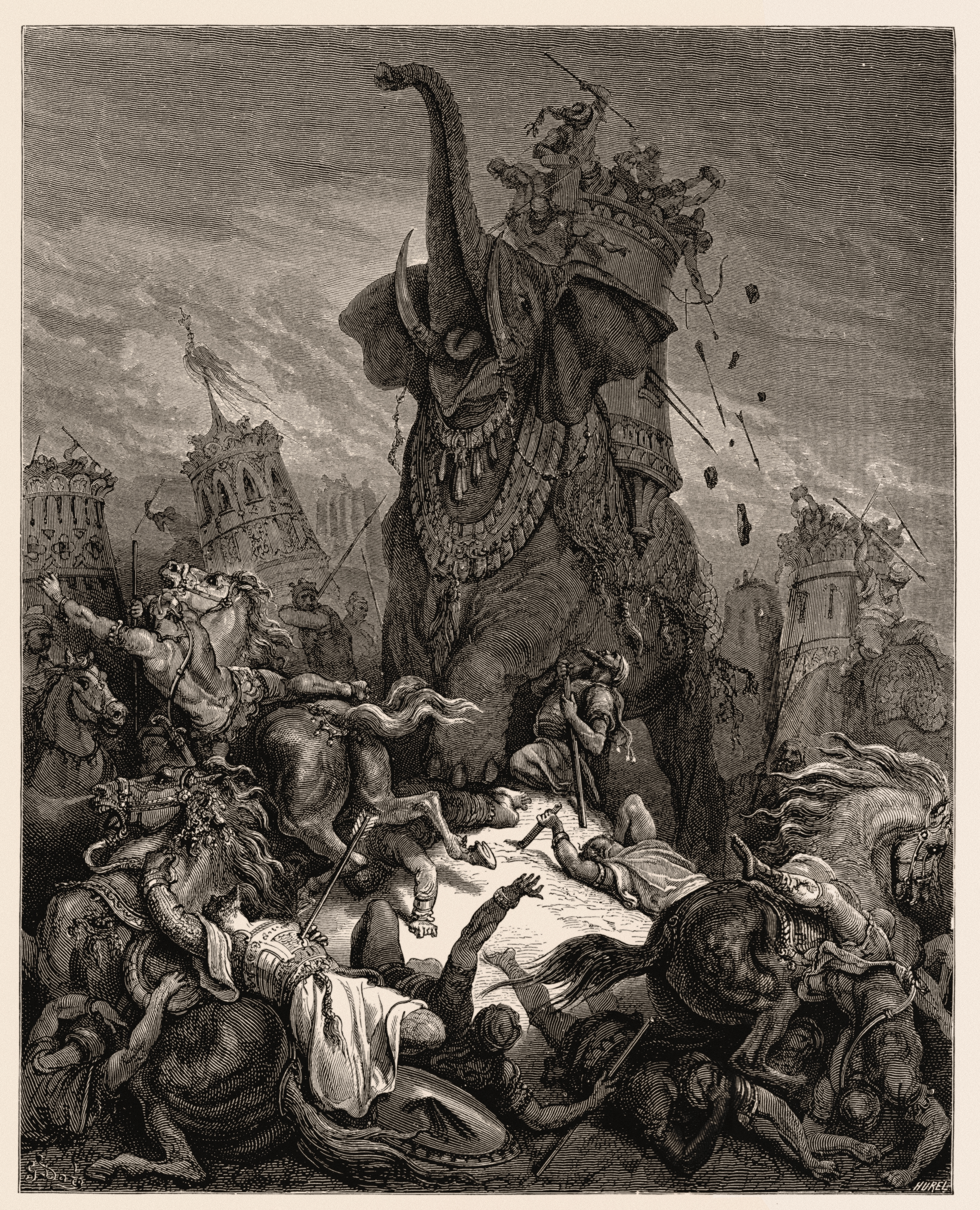
Смерть Елізера (ілюстрація Гюстава Доре з Біблії La Sainte 1866 року)

Усі члени сім'ї Маттатія отримали прізвиська на додаток до їхніх особистих імен, як це можна побачити в [[|1]] Maccabees2:1-5 (наприклад, Юді було дано ім'я «ха'Макабі», що означає «Молот».) Елізар отримав ім'я «Аваран» («Сауран» в александрійській версії книги 1 Маккавеїв), яке вважалося як «пробник» (щодо його смерті) або «бути білим» (мається на увазі його світлий колір обличчя). Інші версії — «Horan», можливо, похідне від «Hor»="hole", схоже на позначення «piercer»; і «Еран» (насторожений, енергійний).

## Нащадки
Єврейський історик Йосип Флавій також наводить інформацію, яка, схоже, свідчить про те, що Ірод Великий також мав макавейське (хасмонейське) походження.
- Елізар Макавей названий Аураном братом Юди Маккавея[7]
- Ясон, син Елізара[8]
- Антипатр I син Ясона[9]
- Антипатр II Антипа, син Антипатра I[10]
- Ірод Великий, син Антипатра II[11]

## Вшанування пам'яті
Смерть Елізара була популярною темою для мистецтва середньовіччя, де їй надавалося типологічне значення як прообраз Христової жертви Себе за людство. Художники також вітали можливість зобразити слона, хоча більшість із них ніколи не бачила слона, результати часто дуже дивні. Він також зображений на картині французького художника ХІХ століття Гюстава Доре.
Ізраїльське поселення Елазар в Гуш-Еціоні, поблизу місця битви при Бет-Захарії, названо на його честь. Його ім'ям названі вулиці в Єрусалимі та Тель-Авіві.